# ムトワッパ
ムトワッパ (Mtwapa) はケニア南東部の旧海岸州東部のキリフィ (カウンティ)の都市。
1999年の人口は1万8397人で、2009年には4万8625人に増加した。
土地や物価が安く、リゾート都市でもあるため、白人向けの商店及び飲食店（バーやクラブ）が数多くある。
富裕層は海沿いの立地条件の良い土地に多く居住し、貧困層は海から離れた地域に住んでいる。
モンバサには24時間マタトゥ(私有のミニバス)で行き来出来る。